# Ischnocnema parva
Ischnocnema parva är en groddjursart som först beskrevs av Girard 1853.  Ischnocnema parva ingår i släktet Ischnocnema och familjen Brachycephalidae. IUCN kategoriserar arten globalt som livskraftig. Inga underarter finns listade i Catalogue of Life.